# شیر (فیلم ۱۹۶۲)
شیر (انگلیسی: The Lion) فیلمی به کارگردانی جک کاردیف است که در سال ۱۹۶۲ منتشر شد. این فیلم در کشورهای کنیا و اوگاندا فیلم‌برداری شده است.